# Borís Ieltsin
  Borís Ieltsin  (rus: Борис Николаевич Ельцин)  (Butka, 1 de febrer de 1931 - Moscou, 23 d'abril de 2007), nom complet amb patronímic Borís Nikolàievitx Ieltsin, va ser un polític rus. Va ser el primer president de la Federació Russa, entre els anys 1991 i 1999.
El seu pare, Nikolai Ieltsin, fou enviat al gulag el 1934 per agitació antisoviètica. Boris Ieltsin va estudiar enginyeria a Bereznikí (krai de Perm) i el 1961 ingressà al PCUS. El 1977 fou nomenat cap del partit a Sverdlovsk, on va fer enderrocar la casa Ipàtiev, on foren assassinats Nicolau II de Rússia i la seva família.
Membre de l'ala progressista del partit, el 1985 Mikhaïl Gorbatxov el va cridar a Moscou, i el 1989 esdevingué diputat, imposant la seva línia a la del conservador Iegor Ligatxov.
A les primeres eleccions democràtiques fou escollit President de la República Socialista Federada Soviètica de Rússia el 1990. Quan es va produir el cop d'estat del 1991 contra Gorbatxov protagonitzà amb èxit la resistència contra els involucionistes, cosa que li permeté ocupar el lloc de Gorbatxov i emprendre mesures més radicals: reconèixer la independència de les antigues repúbliques soviètiques i il·legalitzar el PCUS.
Fou el principal promotor de la Comunitat d'Estats Independents com a successora de l'URSS el 1991 amb Leonid Kravtxuk i Stanislav Xuixkévitx, de la qual fou president del 1993 al 2000, però a l'interior de Rússia els seus intents de reformes foren boicotejats per la duma, controlada per elements conservadors i comunistes. Això el conduí a convocar un referèndum el 1993, el resultat del qual li permeté promulgar una nova constitució accentuadament presidencialista amb la qual controlà el govern i pogué prescindir de la cambra. Poc després, davant la negativa dels parlamentaris, encapçalats per Aleksandr Rutskoi i Ruslan Khasbulàtov que es negaren a acatar la convocatòria d'eleccions anticipades, va fer assaltar el parlament.
Els diversos governs foren encapçalats per Víktor Txernomirdin, addicte a Ieltsin, el qual, malgrat els problemes de salut i l'hostilitat d'amplis sectors, fou reelegit el 1996 fins al 1998. La seva gestió, dominada per l'autoritarisme i per procediments dubtosament democràtics, no aconseguí redreçar l'economia russa ni frenar l'extensió de la corrupció malgrat les reformes i les ajudes d'Occident. Tot i així, fou reescollit a les eleccions de 1995 aliat amb Aleksandr Lébed, derrotant el candidat comunista Guennadi Ziugànov.
El 1992 ratificà el tractat START i es mostrà bel·ligerant envers l'ampliació de l'OTAN als països de l'Europa de l'Est, que fins aleshores havien format part del Consell d'Assistència Econòmica Mútua. En els conflictes derivats de la dissolució de l'antiga Iugoslàvia comunista, s'abstingué de fer costat a Sèrbia, tradicional aliat de Rússia als Balcans.
El 1994 i el 1996 atacà la república de Txetxènia per ofegar-hi la rebel·lió secessionista, però trobà una forta resistència dirigida per Djokhar Dudàiev. El 1997 signà un tractat d'unió amb el president de Belarús, Aleksandr Lukaixenko, que va intentar infructuosament estendre a Ucraïna i Kazakhstan. En 1998-99 nomenà cinc primers ministres, al darrer dels quals, Vladímir Putin, cedí el càrrec en dimitir el desembre del 1999.

## Biografia

### Orígens modestos
Boris Ieltsin és el més gran dels tres fills de Klaudia Vassilievna i Nikolai Ignatievich Ieltsin, un home que, en educació, només creia en la mà dura. Va tenir una infància difícil en una família preocupada per la supervivència. L'any 1935, el pare de Boris Ieltsin va traslladar la família a Bereznikí i es va convertir en un treballador a l'obra d'un complex industrial. La família experimenta incomoditat i promiscuïtat, dormint al terra de l'única habitació que ocupen en una caserna de fusta. Quan era nen, Boris Ieltsin estava animat per una energia que li va fer guanyar l'oportunitat de ser elegit representant de classe al llarg dels seus estudis. Acadèmicament, mai experimenta dificultats. Durant la guerra, va robar dues granades RGD 33 d'un dipòsit militar, les va fer detonar i va perdre dos dits de la mà esquerra (polze i dit índex). Boris era un lluitador. Deu el nas de boxejador a un cop d'un pal rebut durant una de les seves baralles.

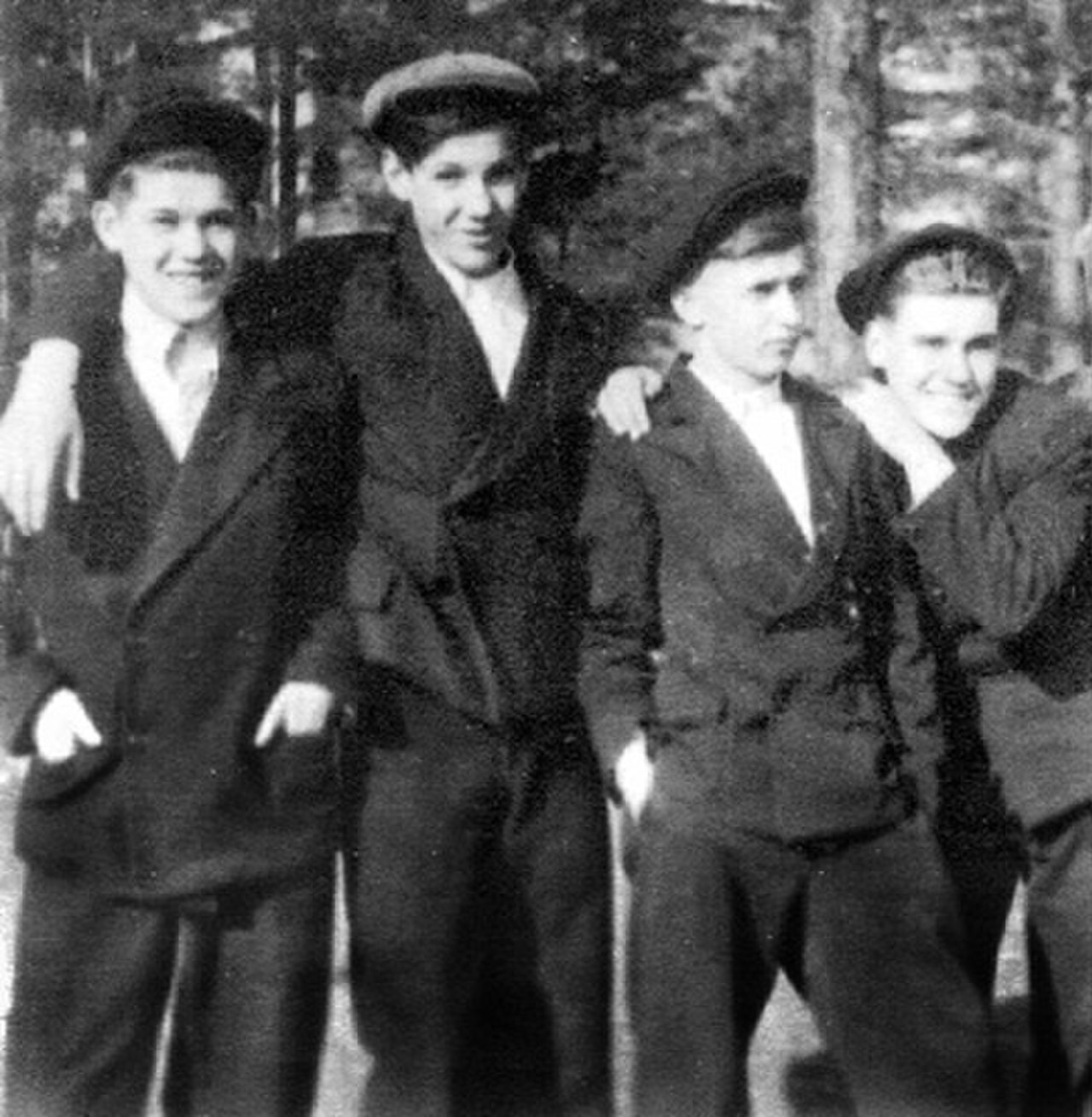
Ieltsin a la dècada del 1940 (segon des de l'esquerra)

A la seva autobiografia, titulada Fins al final!, diu que, de ben jove, va haver de lluitar contra l'estupidesa i la maldat. Quan rep el seu diploma final, la festa està en ple apogeu i en Boris demana parlar. Davant de professors, pares i alumnes, acusa de sadisme el director de l'escola. La direcció de l'escola, escandalitzada, va decidir retirar-li el diploma, un gest que li va tancar automàticament les portes de totes les escoles de la Unió Soviètica. El jove Boris impugna la decisió, tant que s'obre una investigació sobre la feina del director i se li retorna el diploma. El professor és acomiadat. A partir d'aquest moment, el jove Ieltsin va ser un apassionat de diversos esports, però va ser el voleibol el que va guanyar. Esdevindrà campió a nivell autonòmic.
L'adolescent Ieltsin està fascinat pels vaixells. Sol·licita per entrar a la secció de construcció de l'Institut Politècnic Ural, a Iekaterinburg. Paral·lelament als estudis, forma part de l'equip de voleibol de la ciutat. Ha de viatjar pel seu país per participar en competicions de voleibol. Per obtenir el seu diploma d'enginyer, Boris Ieltsin va escriure una tesi sobre les torres de televisió.
Boris Ieltsin es va presentar el setembre de 1955 a la fàbrica de construcció de canonades pesades on va ser destinat. Dedica un any a l'aprenentatge pràctic en 12 especialitats de construcció. Acabat aquell any, el jove treballador se sent preparat per fer-se capatàs. Tan bon punt va ser nomenat, va començar a lluitar contra els robatoris, als quals els treballadors de la construcció estaven acostumats. Boris Ieltsin sempre es va presentar com un home amb els peus a terra.
Mentre lidera un equip de presoners, el jove capatàs decideix pagar-los un sou de mèrit en lloc del sou habitual. El seu mètode de càlcul fa que els sous dels presos es redueixin més de la meitat. Un reclús arriba al seu despatx armat amb una destral i li demana que recuperi l'antiga ordre de pagament. Boris Ieltsin es nega. El reclús amenaça de disparar-li, però el capatàs li crida que marxi. El que l'altre, totalment desconcertat, ho fa immediatament. De 1956 a 1963, Boris Ieltsin va ocupar, després del lloc de contramestre, els càrrecs de director d'obra, d'enginyer en cap, després de cap del departament de construcció d'un complex d'obres públiques.

### Dins del Partit Comunista Soviètic
Es va unir al Partit Comunista de la Unió Soviètica el 1961 i es va convertir en oficial del partit el 1969. Ieltsin era, des de 1977, cap de la secció de l'Óblast de Sverdlovsk del partit; en qualitat d'això va dirigir la demolició de la Casa Ipàtiev (decidida per Mikhaïl Súslov, membre del politburó), on Nicolau II i la seva família van ser executats el 1918.
Tan bon punt va ser elegit, va presentar un breu programa d'acció basat en el principi de preocupació per les persones. Després va començar a renovar la plantilla al més alt nivell. Va decidir visitar les 63 ciutats de la regió de Sverdlovsk una vegada cada dos anys i organitzar reunions amb els treballadors. Aquest és el període d'estancament, durant el qual el país va ser abandonat per Bréjnev.
El 1978, Mikhaïl Gorbatxov és elegit secretari del comitè central responsable de l'agricultura. Boris Ieltsin va conèixer el nou secretari quan era primer secretari del Comitè d'Stàvropol. En aquell moment, els dos homes es van ajudar mútuament, amb Ieltsin proporcionant materials de construcció a Gorbatxov, mentre que aquest últim va donar menjar a Boris Nikolayevich. Després de l'elecció de Gorbatxov, les seves relacions es van mantenir bones durant un temps.
El 1981, Boris Ieltsin és elegit membre del comitè central.
El 1984 és membre del Presidium del Soviet Suprem, després cap del Departament de Construcció al Comitè Central del Partit Comunista de la Unió Soviètica (PCUS), abans de ser elegit secretari del comitè.
Pocs mesos després d'aquestes eleccions, el 22 de desembre de 1985, el Buró Polític del Comitè Central del Partit Comunista de la Unió Soviètica va confiar a Ieltsin la direcció del partit de Moscou. Substitueix els apparàtxiks a l'oficina del comitè de la ciutat i 23 dels primers 33 secretaris del comitè de districte que, segons ell, estan frenant la perestroika, o la reestructuració de l'economia, la màquina del partit i la burocràcia. Per a Boris Ieltsin, aquests apparàrtxiks només busquen garantir el seu benestar.
El primer secretari aborda els problemes de Moscou: massificació, cues interminables, transport massificat, brutícia, drogues, prostitució i corrupció. Ieltsin desmembra les organitzacions que recapten suborns a les botigues estatals. Destaca no només per la seva activitat sense límits, sinó també per la seva franquesa.
Organitza reunions amb la gent i agafa l'autobús i el metro amb els treballadors per veure per si mateix la situació del transport públic, i escoltar-los criticar els líders polítics. Boris Ieltsin també es posiciona a favor de la perestroika. Per a ell, això exigeix la retirada dels privilegis dels apparàtxiks i no pot entendre les vacil·lacions de Gorbatxov. Les seves declaracions irriten el Politburó, que ho veu com una marca de demagògia. No obstant això, el febrer de 1986, és elegit membre suplent del buró polític.
En una reunió del comitè central el 21 d'octubre de 1987, l'ordre del dia es va centrar principalment en l'informe que Gorbatxov havia de presentar el 2 novembre, durant les celebracions del 70 aniversari de la Revolució d'Octubre. Boris Ieltsin demana la paraula per denunciar la lentitud de l'aparell del comitè central i del secretariat, que arruïnen tots els seus intents de sanejar la situació a la capital. També acusa el secretariat nacional, i concretament Egor Ligatxov, número dos del partit, d'intervenir en l'elecció dels funcionaris de la ciutat i del districte. Ell proclama: «Els corruptes, els podrits són aquí mateix, entre nosaltres, i ho saps perfectament!». La seva intervenció va provocar un enrenou. Ligatxov adopta el to d'aquell que ha estat acusat injustament. Segueix una ofensiva generalitzada. Boris Ieltsin està acusat de tots els crims. Els que no agafen el micròfon li criden la seva hostilitat des del seu lloc. El camarada Ieltsin es veu obligat a fer autocrítica i surt d'aquesta sessió completament desmoralitzat. Diverses fonts afirmen que va tenir un infart arran d'aquesta reunió i que va haver d'ingressar a l'hospital.
L’11 novembre, durant una reunió del comitè del partit de Moscou, Boris Ieltsin és destituït del càrrec. Des de l'arribada de Gorbatxov al capdavant del comitè central, molts membres del partit han estat destituïts, però és la primera vegada que un home designat pel secretari general —i, a més, un fervent defensor de la perestroika—, és destituït. L'eliminació de Boris Ieltsin representa una victòria per als conservadors. El 18 de novembre, el deshonrat va ser nomenat vicepresident de la comissió de construcció, que correspon a un càrrec ministerial. Boris Ieltsin continua sent membre suplent del Politburó. El 18 de febrer de 1988 va ser alliberat d'aquest lloc.
El purgatori de Ieltsin va durar poc. L'1 de maig de 1988 el trobem a les grades de la desfilada de la Plaça Roja. Un mes després, va concedir una entrevista a la cadena de televisió estatunidenca CBS, i una altra a la BBC de Londres. Demana la dimissió d'Egor Ligatxov, a qui acusa de ser el «responsable principal» del retard de la perestroika i oposar-se a la reducció de privilegis dels membres de l'aparell.

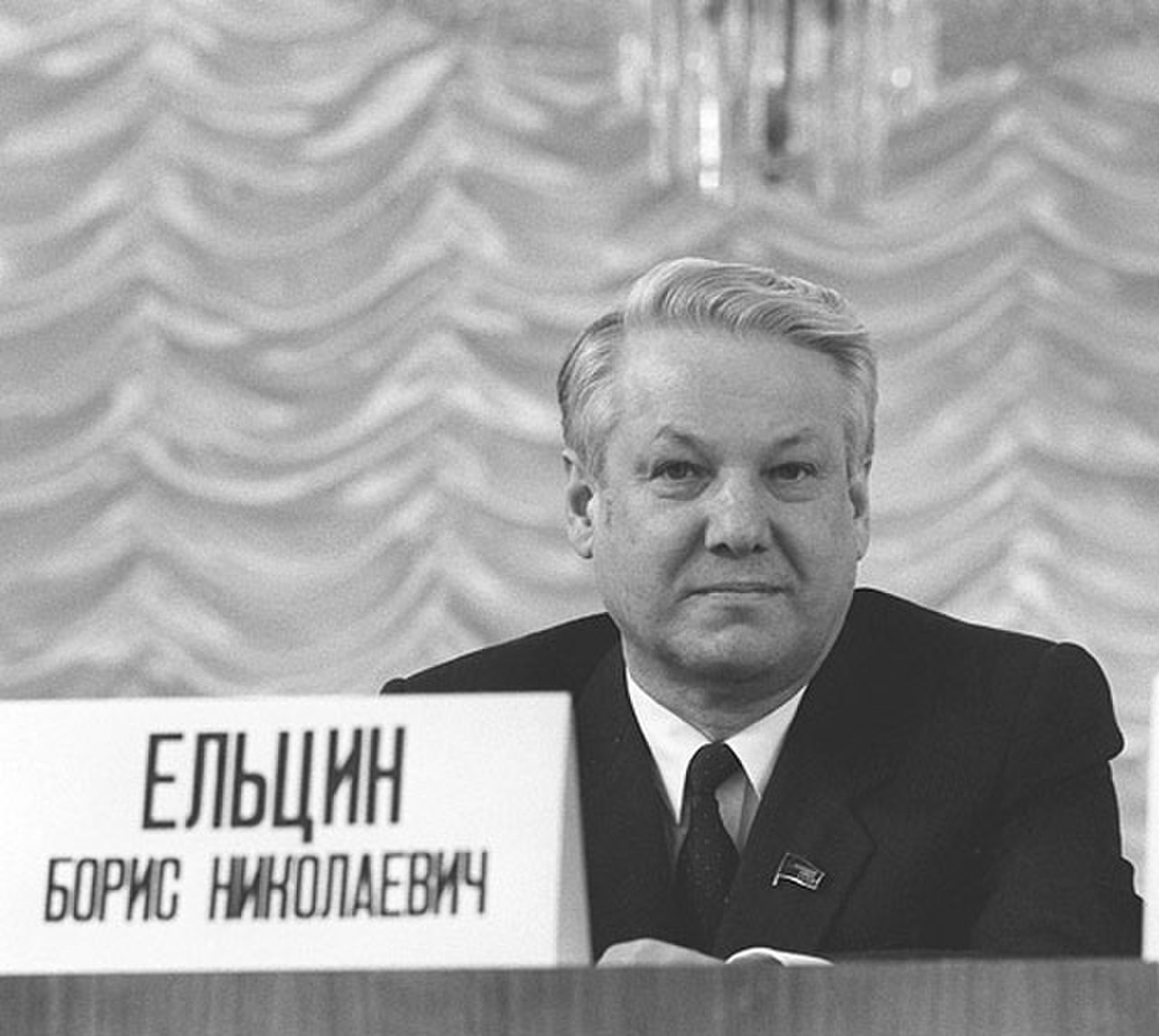
Boris Ieltsin, 21 de febrer de 1989.

El 14 de gener de 1989 es va fer un pas important cap al seu retorn a la política. Una multitud frenètica en un districte de Moscou escull Boris Ieltsin com a candidat a les eleccions al «Congrés dels Diputats Populars» del Soviet Suprem. Poc després de la seva elecció com a candidat a diputat, es va pronunciar a favor del multipartidisme, que Mikhaïl Gorbatxov havia denunciat un mes abans. Les seves declaracions li estan guanyant cada cop més popularitat. Boris Ieltsin aviat va atreure la simpatia dels intel·lectuals.
El 26 de març, el 89,44% de l'electorat de Moscou va votar a favor de Boris Ieltsin a les primeres eleccions lliures des de l'arribada del règim comunista. Aquestes eleccions també van estar marcades per un augment de candidats a la reforma i la derrota de molts conservadors. A mitjan juliol, la Unió Soviètica queda paralitzada per vagues i amenaces de vagues. Boris Ieltsin i Andrei Sàkharov, també elegits, van formar, amb els 269 diputats del Soviet Suprem que afavoreixen una acceleració de les reformes, un grup parlamentari anomenat Grup Interregional, per fer sentir la seva veu. Aquesta és la primera a l'URSS des de principis dels anys vint. L'abril de 1990, Boris Ieltsin publica Fins al final! Dos mesos abans de la publicació de les seves memòries, diaris i revistes publicaven extractes, fent grans titulars sobre els seus problemes amb Mikhaïl Gorbatxov.

### Líder de Rússia

#### 1990
El febrer i març de 1990, tenen lloc eleccions legislatives russes a totes les repúbliques, excepte a Geòrgia on se celebren a l'octubre. A Rússia, la votació està fixada per al 4 de març. El Bloc Democràtic, del qual Ieltsin és membre, va en augment. A Moscou, una manifestació pro-democràcia atreu 100.000 persones. El 4 de març, el Bloc Democràtic va guanyar tots els escons a Moscou i Leningrad, Sibèria i l'Extrem Nord. Boris Ieltsin és elegit diputat de Sverdlovsk amb el 80% dels vots.
Durant aquest temps, Mikhaïl Gorbatxov va fer modificar la constitució per crear el càrrec de president de l'URSS i va ser elegit allí, el 14 de març, pels diputats soviètics i no pel poble. La primera reunió dels 1062 diputats del Congrés rus té lloc el 16 de maig. Han d'elegir el president del Soviet Suprem de la República Socialista Federativa Soviètica de Rússia i els aproximadament 400 diputats del Soviet Suprem de Rússia. Es presenten tres candidats: Boris Ieltsin, primer ministre, Aleksander Vlassov (el favorit de Gorbatxov) i un ultraconservador.
A la primera volta, Ieltsin va perdre la majoria absoluta per 23 vots. Gorbatxov fa tot el possible per evitar la seva elecció. Relaxat després de diverses rondes de votacions, va marxar a una visita oficial al Canadà i als Estats Units. El 29 de maig, Boris Ietsin va derrotar a Vlasov.

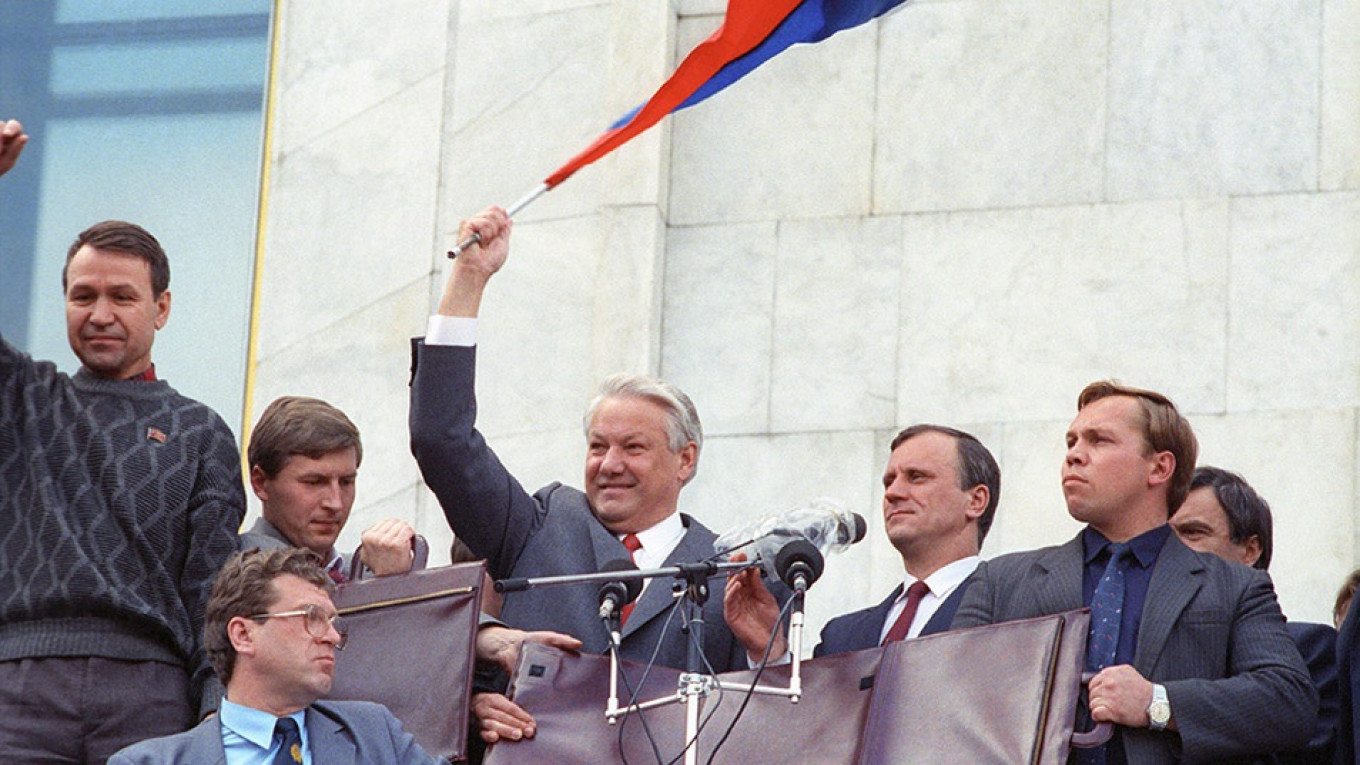
Boris Ieltsin anunciant el final del Cop d'estat a la Unió Soviètica de 1991, 22 d'agost de 1991.

L'any 1991 va estar marcat per l'enfrontament obert entre Ieltsin i Gorbatxov. La nit del 12 al 13 de gener, l'exèrcit soviètic va assaltar la torre de televisió a Vílnius, Lituània. L'exèrcit va disparar contra els manifestants, deixant 15 morts i més de 150 ferits. Gorbatxov dubta d'anar més enllà i el règim lituà surt reforçat d'aquest cop fallit.
El 13 de gener, Boris Ieltsin va condemnar l'atac i va reconèixer la sobirania dels estats bàltics, Lituània, Estònia i Letònia. El 20 de gener hi va haver una manifestació a Moscou per denunciar el cop d'estat. Al març de 1991, va ser el referèndum sobre la Unió el que va cridar l'atenció. El 9 de març es va publicar el projecte de la Unió i el president rus va convidar els seus partidaris a fer la guerra al poder central. El 10 de març, uns 300.000 moscovites es van manifestar per demanar la dimissió de Gorbatxov i animar la població a dir «No» en el seu referèndum, previst per al 17 de març. Boris Ieltsin està absent de la manifestació, però els seus partidaris reprodueixen un enregistrament en el qual declara que creure en Gorbatxov «va ser un error i una pèrdua de temps».
A Rússia es van fer dos referèndums el mateix dia. El primer es refereix a la preservació de la Unió. El segon, més important per a Boris Eltsin, es refereix a l'elecció del president de la Federació Russa per sufragi universal directe. La proposta serà avalada per més del 70% per la gent. Les primeres eleccions presidencials per sufragi universal es fixen pel 12 de juny.
Del 17 al 21 d'abril, el president rus va fer una gira per França, on va ser rebut amb fredor. El 24 d'abril, de tornada a Moscou, va acceptar el principi d'un nou text del Tractat de la Unió.
El dissabte 18 de maig s'inicia oficialment la campanya electoral per a les eleccions presidencials. Ieltsin el reformador tindrà com a principals opositors l'antic primer ministre soviètic, Nikolai Rizhkov, un conservador, i l'exministre de l'Interior de l'URSS, Vadim Bakatine.
La campanya electoral està marcada pels habituals intents de desinformació. Això no impedirà que l'electorat rus, el 12 de juny de 1991, faci de Boris Eltsine, als 60 anys, president de la federació russa, formada per 18 repúbliques i regions autònomes. Ieltsin és el gran guanyador, no només perquè va guanyar, sinó també perquè obliga Gorbatxov a restar al voltant de les seves posicions.
El president rus s'embarca en una gira pels Estats Units. A la seva arribada a Washington, va reconèixer Gorbatxov haver iniciat la perestroïka que va conduir a l'elecció del primer president rus per sufragi universal directe. Mentrestant, Mikhaïl Gorbatxov va fer front a les crítiques d'uns quants dels membres més influents del Partit Comunista. El 10 de juliol, Boris Ieltsin va ser entronitzat amb gran pompa en presència de representants de totes les repúbliques i amb la benedicció del Patriarca de totes les Rússies.
L'agost de 1991, els conservadors van fer un intent de cop d'estat durant les vacances de Mikhaïl Gorbatchev.
Els conspiradors volen impedir la signatura del Tractat de la Unió prevista per al 20 d'agost, que anuncia la fi de l'URSS. A més, Boris Ieltsin vol que el primer ministre rus nomenat al capdavant d'un govern central es redueixi a coordinar les relacions entre les repúbliques. Finalment, els conservadors sospiten que Gorbatxov vol liquidar el Partit Comunista. L'amenaça d'aquest cop d'estat fa un any que s'acosta. El 19 d'agost, els colpistes van declarar incapacitat el president soviètic, mentre tancs i vehicles blindats envaïen la capital. Tanmateix, el president rus té amics i partidaris dins de les forces de seguretat soviètiques, cosa que li permet escapar de l'arrest i arribar sense incidents al Parlament rus, malgrat els tancs que l'envolten. Ieltsin arenga la multitud, muntada en un vehicle blindat, i demana als russos la desobediència civil i una vaga general.
La nit del 20 d'agost, tres homes van morir en un altercat entre els soldats i la multitud. L'endemà, el nombre de morts va pujar a uns deu. Als ulls dels moscovites, els responsables del cop d'estat van portar l'exèrcit a disparar contra la gent. El 21 d'agost al vespre els colpistes que no es van suïcidar van ser enviats a la presó.
El president rus voldria aprofitar l'aventura posant els seus homes a les palanques de control de l'estat federal. Gorbatxov ho sap i s'afanya a substituir els colpistes. El 23 d'agost, el president soviètic es va enfrontar al Parlament rus. Davant les càmeres de televisió, va intentar exonerar els seus ministres, però Ieltsin va obligar el president de l'URSS a llegir un document que demostrava que tots els seus ministres, menys un, donaven suport al cop. Aleshores, tot el gabinet soviètic va ser substituït pels homes de Ieltsin.
El 25 d'agost de 1991, Boris Ieltsin va suspendre les activitats del PCUS i li va confiscar els béns. La suspensió es transformarà en dissolució el 6 novembre. Finalment, el destí del Soviet Suprem es va resoldre del 26 al 29 d'agost. El 5 de setembre, el Congrés de Diputats Populars de l'URSS és va dissoldre.
Moscou és ara l'amfitrió de dos poders enfrontats: el de la Unió Soviètica, representada per Gorbatxov, i la de Rússia, encarnada per Ieltsin. Tanmateix, la República Socialista Federativa Soviètica de Rússia ocupa el 76% del territori de l'URSS i compta amb el 52% de la seva població. El país està a la vora del col·lapse moral i polític.
L'endemà de la seva elecció, Boris Ieltsin va proposar crear la República Socialista Federativa Soviètica de Rússia autònoma en tot en un termini de 100 dies, tot desitjant mantenir el diàleg amb Gorbatxov. Aleshores va començar una Guerra de lleis i competències amb el poder central comunista. El 8 de juny, el Congrés rus va adoptar un text que proclamava la superioritat de les lleis russes sobre les lleis soviètiques, quatre dies abans d'adoptar una declaració de sobirania. El 12 de juny va tenir lloc la primera reunió entre els presidents de les repúbliques sota la presidència de Gorbatxov. Boris Ieltsin aporta la nova declaració de sobirania, posant-se al costat de les repúbliques que proclamen la seva independència. Va ser durant aquesta reunió que la idea d'una reforma de la Unió Soviètica segons el principi de geoometria variable, que incloïa elements de federació, confederació i comunitat, en paraules d'un portaveu de Gorbatxov. Menys d'un mes després es va celebrar el 28 congrés del PCUS, que torna a nomenar el secretari general en les seves funcions. Boris Ieltsin abandona el congrés del PCUS després de lliurar el seu carnet de membre del partit.
El 19 de juliol de 1990, l'Parlament rus va decidir fer-se càrrec dels bancs i caixes d'estalvi, mesura immediatament declarada il·legal pel president Gorbatxov.
El 23 de juliol, es va crear una comissió rus soviètica per redactar un programa econòmic comú. Va acabar la seva feina cinc setmanes després. Els presidents rus i soviètic són junts a la televisió el 30 d'agost per donar a conèixer el pla econòmic conjunt que hauria de permetre a l'economia comunista la transició a l'economia de mercat en 500 dies. Els primers 100 dies es dedicaran a posar les condicions per al canvi, i els següents 100 dies a les privatitzacions estratègiques. Aleshores, són 100 dies a estabilitzar la moneda abans de rellançar la demanda en els 100 dies següents, per finalment dedicar 100 dies a començar el creixement.
El Soviet Suprem de Rússia va adoptar aquest pla el 12 de setembre. El Soviet Suprem de l'URSS el va rebutjar el 16 d'octubre, adoptant un pla del President del Consell de Ministres de la Unió Soviètica Nikolai Rijkov.
El president rus va patir un accident de trànsit el 21 de setembre. Dos dies després, Gorbatxov va aprofitar l'ocasió per demanar al seu Parlament que li atorgués poders excepcionals. La retirada temporal de Ieltsin de la vida pública afavoreix els conservadors.
Durant tot el mes d'octubre es va produir una revolució de palau al Kremlin. Els consellers de Gorbatxov que afavorien la cohabitació amb Ieltsin van ser expulsats.
La Unió Soviètica s'està desintegrant i el règim soviètic ataca l'auge del nacionalisme en tots els fronts. Al novembre, Ieltsin va signar tractats amb Ucraïna i Kazakhstan en què les repúbliques reconeixien les seves respectives sobiranies. El 17 de novembre, Mikhaïl Gorbatxov va presentar un projecte que pretenia assegurar-li una majoria automàtica contra Rússia i les grans repúbliques durant les reunions del Consell de la Federació. El Soviet Suprem de l'URSS va adoptar aquest pla amb entusiasme. El Parlament soviètic reforça els poders del president de l'URSS.
Si la Unió Soviètica es desintegra, el règim comunista s'enfonsa malgrat tots els seus esforços per mantenir l'statu quo. El 25 de desembre, Gorbatxov va fer que el Congrés dels diputats soviètics aprovés l'esborrany d'un nou tractat d'unió sense haver consultat les repúbliques. Sota aquest text, la sobirania estatal es reserva a nivell central. El dia abans, va anunciar la celebració d'un referèndum sobre la Unió a tot el territori de l'estat soviètic.

#### 1991
El 28 d'octubre, el president rus denunciava un acord econòmic signat pels presidents de vuit repúbliques i Gorbatxov, mentre presentava el seu programa econòmic al Parlament rus. L'1 de novembre, una reforma de la Constitució russa atorga poders reforçats al president. El 15 novembre, Boris Ieltsin decideix de combinar les funcions de president i primer ministre.
La Unió Soviètica viu les seves últimes hores. Els ucraïnesos voten a favor de la independència en un referèndum celebrat l'11 de desembre. El president rus reconeix la independència d'Ucraïna abans de reunir-se amb els seus homòlegs de les altres dues repúbliques eslaves d’Ucraïna i Bielorússia, Leonid Kravtxuk i Stanislaw Chouchkievitx, a Minsk, la capital bielorussa, el 8 de desembre, per constatar la desaparició de l'URSS i creació d'una comunitat d'estats independents, el CEI.
Gorbatxov intenta oposar-s'hi, però serà en va. El 20 de desembre, el govern rus es va apoderar del Banc Central Soviètic. Els presidents d'11 antigues repúbliques soviètiques (les tres repúbliques bàltiques d’Estònia, Letònia i Lituània, així com Geòrgia que han boicotejat la reunió), inclòs Ieltsin, es reuneixen el 21 de desembre. Es van unir a la CEI, que va marcar la fi de la Unió Soviètica i va abolir el càrrec de president de l'URSS. Tothom està d'acord que l'escó com a membre permanent del Consell de Seguretat de l'ONU ocupat per l'URSS hauria d'anar a Rússia. Ieltsin i Gorbatxov es troben per última vegada el dia abans de Nadal. El 25 de desembre de 1991, Gorbatxov va anunciar la seva dimissió i el president rus va prendre el control de 27.000 armes nuclears de la Unió Soviètica. Boris Ieltsin és ara l'amo de Rússia, però d'una Rússia que està malalta econòmicament i políticament.

#### 1992
L'any 1992 va començar a Rússia amb la liberalització dels preus. Els consumidors, davant d'una economia de mercat, s'enfronten a una inflació explosiva: el 200% només el mes de gener. Arribarà al 2600% el 1992 i el 1000% l'any següent. El ruble està caient en picat. De 220 RBL per 1$ US a principis de gener, passa a 420 RBL al final de l'any. A més, la incertesa política retarda les inversions estrangeres. La ira popular comença a créixer. Els russos reben el seu sou, però no segueix el ritme de la inflació. Pitjor, les pensions s'adapten més lentament i fan dels jubilats les principals víctimes de la inflació.
El 17 de juny de 1992, el president dels Estats Units George H. W. Bush, i Boris Ieltsin acorden a Washington reduir el seu arsenal nuclear en dos terços. Aquesta cimera russo-estatunidenca serà seguida, el gener de 1993, de la visita del president dels Estats Units a Moscou. Aquest últim va signar el tractat START I amb Boris Ieltsin sobre la reducció d'armes estratègiques. És el final de la Guerra Freda.
Boris Ieltsin és optimista, però no el seu vicepresident, Aleksandr Rutskoi, ni el president del Parlament, Ruslan Khasbulatov.
Boris Ieltsin vol que el CEI es doti de defensa convencional unificada. Al febrer s'enfrontarà a un rebuig d'Ucraïna, Moldàvia i Azerbaidjan sobre aquest tema. Però aquesta negativa no l'atura. El president signa dos decrets, un per la creació d'un Ministeri de Defensa de la Federació Russa i l'altre per la creació de les Forces Armades russes, un exèrcit multinacional. Rússia està a punt de trencar-se, però el 31 de maig, 18 de les 20 repúbliques autònomes de Rússia van signar el Tractat de la Federació Russa.
El desembre 1992, el president Ieltsin va substituir el primer ministre Iegor Gaidar per Víktor Txernomirdin. A més, el president va anunciar per al mes d'abril de 1993 la celebració d'un referèndum destinat a resoldre la crisi que l'oposava al Parlament.

#### 1993

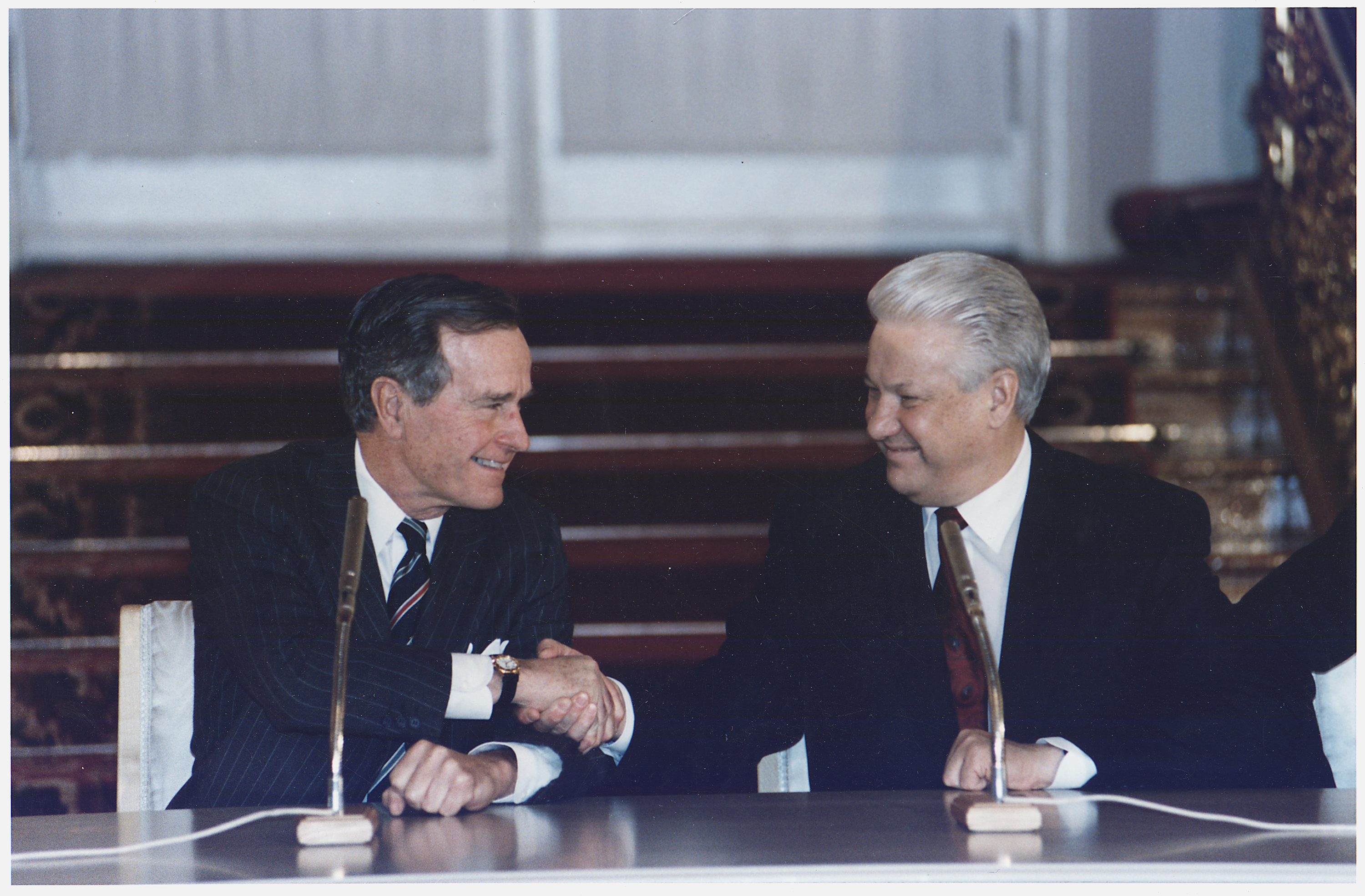
George H. W. Bush i Boris Ieltsin durant la cerimònia de signatura del START I a la sala de Sant Vladimir del Kremlin de Moscou, 3 de gener de 1993.

La crisi entre Ieltsin i el Parlament s'allargarà fins al 25 d'abril, data de la consulta popular. El març de 1993, els diputats refusaren d'estendre els poders d'urgència concedits al president. També es neguen a organitzar el referèndum demanat pel president per establir la seva autoritat. El 20 de març, Boris Ieltsin va privar el Congrés dels Diputats dels seus poders en establir un sistema de govern per decrets vàlids fins al referèndum, que el tribunal constitucional va denunciar com a inconstitucional. Aleshores, el Parlament decideix destituir Ieltsin. El 26 de març, el president va escapar de l'impeachment, ja que la seva popularitat va fer que els diputats fessin marxa enrere.
Finalment, són el 58% de participants a la consulta popular que dipositaran la seva confiança en Boris Ieltsin el 25 d'abril de 1993. Enfortit per aquest resultat, es dedica a la lluita final amb el Congrés dels Diputats. El 29 d'abril, el president va presentar un projecte de Constitució que reforça les seves competències, projecte que serà ratificat el 12 de juliol, al final d'una conferència constitucional. Boris Ieltsin va haver d'afrontar una nova crisi política —un mes i mig després— quan el Banc Central de Rússia va retirar els rubles posats en circulació abans de 1993. Al setembre, Boris Ieltsin va dissoldre el Parlament i va convocar eleccions legislatives anticipades per desfer-se d'un Congrés dels Diputats massa comunista per al seu gust.
El Parlament vota per destituir Boris Ieltsin i substituir-lo pel general Aleksandr Rutskoi. Boris Ieltsin va decidir llavors assaltar el Parlament, després de consultar el president nord-americà Bill Clinton, que va considerar que l'assalt va ser inevitable per garantir l'ordre.
Els partidaris del Parlament es reuneixen al voltant de l'edifici per defensar-lo contra les tropes d'elit enviades per Ieltsin. El patriarca Alexi II actua com a negociador per a ambdues parts. La seva acció va fracassar i el president va declarar l'estat d'emergència el 3 d'octubre. Si algunes unitats militars es neguen a obrir foc contra els civils, d'altres, especialment situades als terrats, metrallen la multitud. L'endemà, Boris Ieltsin ordena a dos comandos especials que ataquin el parlament. Els conspiradors es rendeixen i Rotskoi i Khasbulatov són empresonats.
El nombre oficial de morts per aquell dia va ser d'uns 150 morts, tot i que molts periodistes russos el van situar en uns quants centenars. 1500 es considera el més creïble. L'estat d'excepció no s'aixecarà fins al 18 d'octubre, 3 dies després que Boris Ieltsin anunciés la celebració d'un referèndum sobre la Constitució i les eleccions legislatives. Les dues eleccions estan previstes per al 12 de desembre de 1993. Anteriorment, el president va suspendre les activitats del Tribunal Constitucional i va prohibir els diaris de l'oposició. A Moscou, arran de la repressió de l'oposició política, es va iniciar una batuda d'immigrants il·legals, especialment caucàsics, i 25000 van ser arrestades.
El 5 novembre, el president va presentar un projecte de Constitució que li donava més poders. El 7 de novembre no se celebra l'aniversari de la Revolució d'Octubre, un primer des de 1918.
El 12 de desembre de 1993, els russos van adoptar la Constitució proposada per Boris Ieltsin, però només el 53% dels inscrits van votar i el projecte va ser aprovat per un 58,4% de votants. A més, el mateix dia es van celebrar les primeres eleccions legislatives lliures en 76 anys. El Partit Liberal Democràtic de Vladimir Zhirinovskiy està per davant del de Boris Ieltsin amb gairebé el 23% dels vots. Però el partit de Boris Ieltsin tindrà més escons a la Duma que el partit de Zhirinovski, amb 96 escons contra 70.

#### 1994

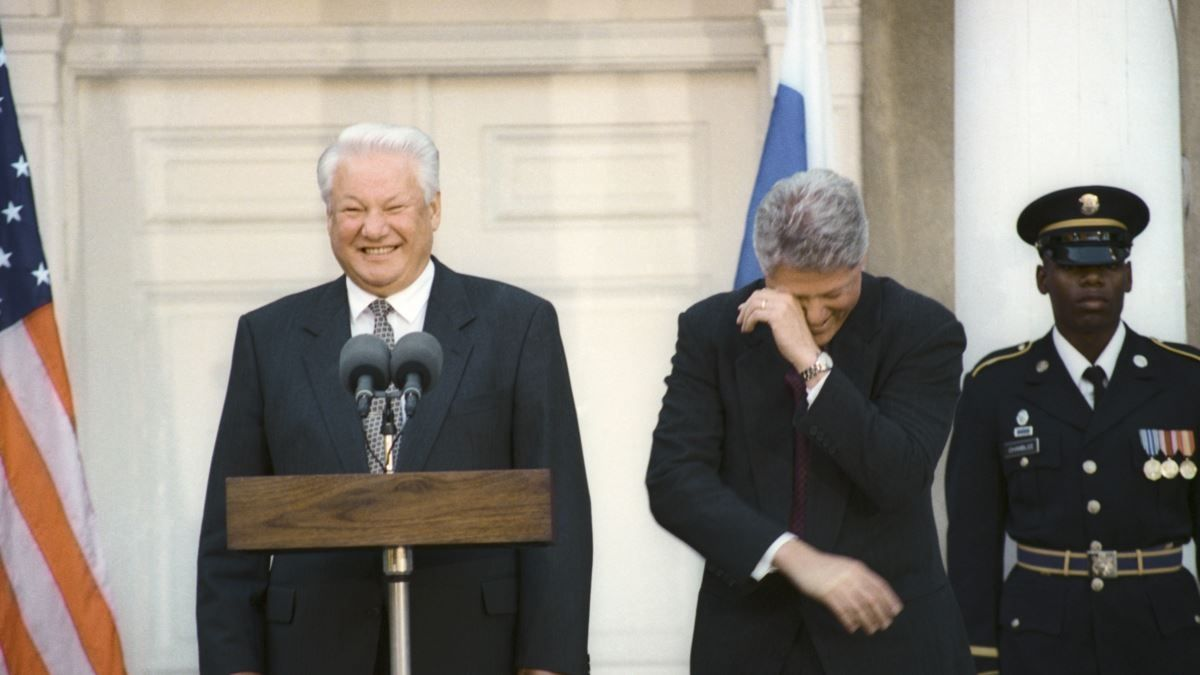
Boris Ieltsin i Bill Clinton rient, 24 octubre 1995.

Ieltsin llança una guerra suposadament enlluernadora i victoriosa a Txetxènia per demostrar al seu poble que Rússia continua sent una superpotència i així establir la seva autoritat la vigília de les eleccions presidencials. Però en lloc d'un bombardeig espectacular, la guerra va resultar ser un fracàs militar i humanitari per a Rússia, que va trobar una forta resistència dels combatents txetxens.
La taxa d'atur baixa de menys de 0,1% el 1991 al 0,8% el 1992 al 7,5% l'any 1994; quatre vegades més ràpid que a Bielorússia (0,5% l'any 1992 i 2,1% el 1994), que va adoptar un mètode de liberalització més gradual.
Al mateix temps, subratlla un estudi comparatiu entre països postcomunistes del Lancet (2009), la taxa de mortalitat augmenta quatre vegades més ràpid a Rússia que a Bielorússia. L'estudi troba una correlació entre les privatitzacions massives i ràpides i l'augment de l'atur, i entre això i l'augment de les taxes de mortalitat. Atribueix així un increment de més de 18% de mortalitat a Rússia atribuïble a la privatització massiva (i el consegüent atur, que comporta, entre altres coses, un accés difícil a la sanitat, l'augment de l'alcoholisme i les conductes alcohòliques perilloses —ingestió de substàncies tòxiques—, etc.); mentre que a Bielorússia, l'augment de la taxa de mortalitat atribuïble a privatitzacions més graduals hauria estat del 7,7%. L'estudi avança encara més en el paper important del capital social (pertinença a una associació, un sindicat, una església, una organització política o esportiva, etc.) per a la salut, cosa que explicaria en particular l'impacte molt menor de la teràpia del xoc a la república Txeca en salut pública que a Rússia. Finalment, l'estudi observa que «l'estratègia de privatització, i en particular les privatitzacions massives ràpides, van modificar l'efecte de les privatitzacions sobre les taxes de mortalitat».

#### 1995
El 1995, durant les eleccions parlamentàries, el Partit Comunista de la Federació Russa es va convertir en el primer partit al Parlament amb 157 escons.

#### 1996

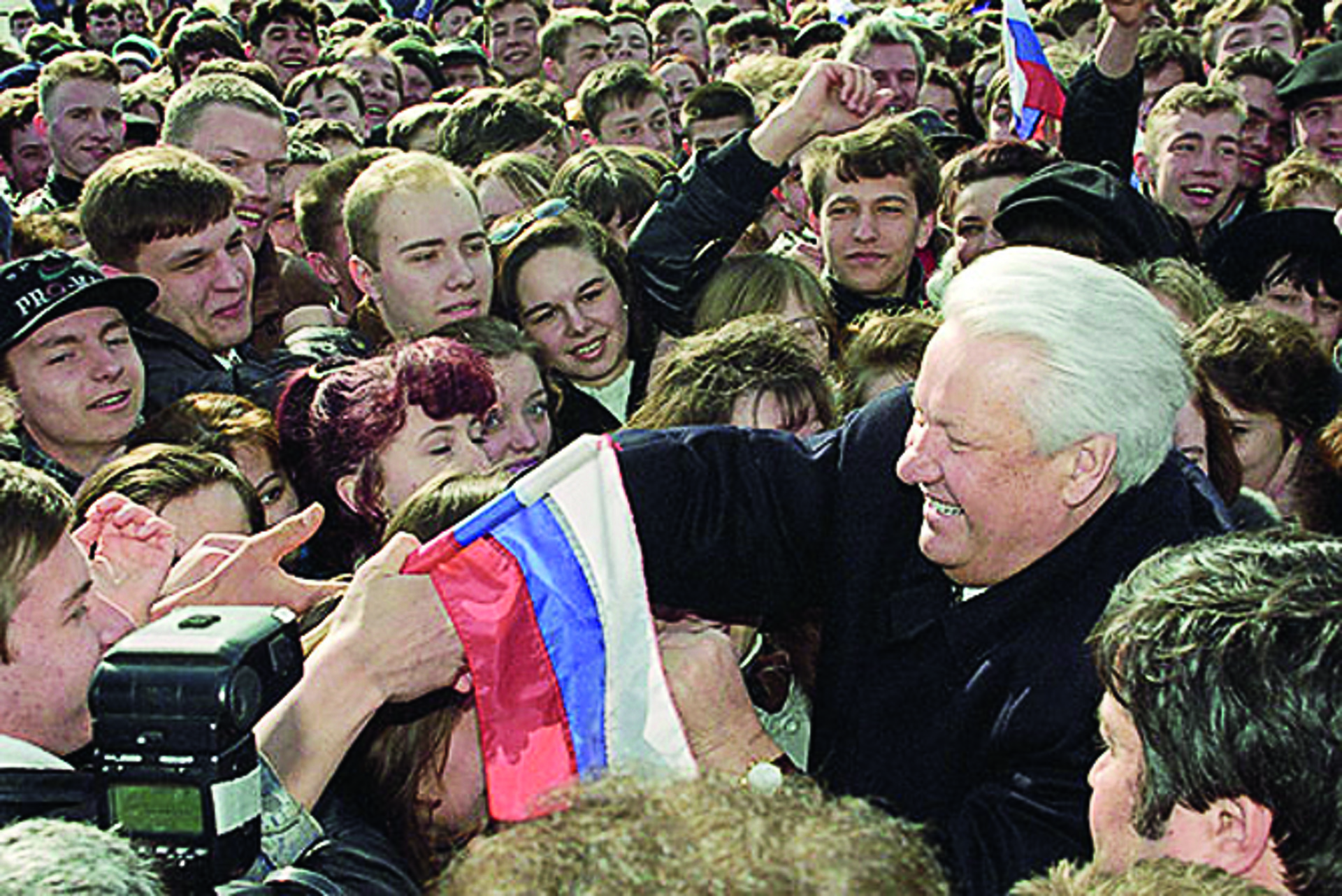
Boris Ieltsin, 4 d'abril de 1996.

A la segona volta de les eleccions presidencials russes de 1996, Guennadi Ziugànov, el candidat comunista, va rebre el 40,3 % de vots enfront del 53,8% de Boris Eltsin, la victòria del qual sorprèn. El frau és denunciat i alguns, inclòs Dmitri Medvédev, afirmen que el vot no hauria estat en realitat guanyat per Eltsin, sinó per Zyuganov. Segons Noam Chomsky i Edward Herman, Boris Ieltsin va gaudir d'una popularitat de només el 8% a la vigília de les eleccions, cosa que confirma les sospites de frau massiu.
Sense repetir les acusacions de frau massiu, la periodista Tania Rakhmanova reconeix que si Ieltsin malgrat un gran handicap - menys de 10% d'intenció de vot a l'inici, últim dels candidats en cursa - va aconseguir la proesa d'arribar primer, això es deu, d'una banda, al suport infalible dels oligarques (incloent-hi Borís Berezovski), que temien un retorn dels comunistes i que han donat suport econòmic sense precedents (es parla d'entre 1 i 1,5 bilions de dòlars) i d'altra banda a la intervenció d'especialistes en comunicació i altres spin-doctors en la preparació de la campanya.
El president estatunidenc, Bill Clinton, també hi està compromès. Va intervenir amb el Fons Monetari Internacional (FMI) per obtenir un préstec de 10.200 milions de dòlars de Rússia durant el període preelectoral. També es van enviar assessors nord-americans, seguint instruccions de la Casa Blanca, per unir-se a l'equip de campanya del president rus, aleshores extremadament impopular, per ensenyar noves tècniques de propaganda electoral. Diversos governs europeus també mostren el seu suport a Boris Ieltsin. El primer ministre francès, Alain Juppé, va a Moscou el 14 de febrer, dia que es va anunciar la candidatura de Ieltsin; declara que vol que la campanya electoral sigui «l'oportunitat de destacar els assoliments de la política de reforma liderada pel president Ieltsin». El canceller alemany Helmut Kohl va anar a Moscou el mateix dia, on va presentar Ieltsin com un soci absolutament fiable, que sempre ha respectat els seus compromisos.
La personalitat i l'estat de salut de Boris Ieltsin han estat objecte de diverses controvèrsies. Es descriu com un alcohòlic, fet que ha portat a alguns a dubtar de la seva capacitat per dur a terme les seves funcions. Patint una malaltia cardíaca, Boris Ieltsin va patir diversos atacs, sobretot el 1995 i el 1996, que no van impedir que fos reelegit en condicions polèmiques contra el candidat comunista. A finals de 1996 es va sotmetre a una cirurgia de bypass coronari quintuple.
El 1996, la seva filla Tatiana Diatchenko es va convertir en la seva assessora oficial. Els observadors indiquen que la seva influència és considerable, que és la persona més influent sobre Ieltsin, juntament amb Anatoly Chubais i Víktor Txernomirdin.
A finals d'any, la popularitat de Boris Ieltsin és del 10%.

#### 1997
El 27 de maig de 1997, en presència de Jacques Chirac, Boris Ieltsin va signar l'Acta de fundació a París amb Bill Clinton, que tenia com a objectiu establir una pau i una cooperació duradores entre Rússia i l'OTAN.
Va participar en la cimera del G8 de 1997, després que Rússia fos admesa.

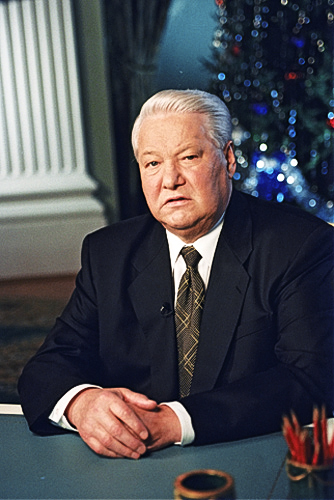
Boris Ieltsin va anunciar la seva dimissió el 31 de desembre de 1999.

#### 1998
La depressió econòmica va culminar amb la crisi financera russa de 1998, marcada per una forta devaluació del ruble i un impagament del deute rus. El 1998 i el 1999, davant d'aquesta crisi econòmica, Ieltsin va canviar de primer ministre diverses vegades: Víktor Txernomirdin, Serguei Kirienko, Yevgeny Primakov, Sergei Stepashin i Vladímir Putin se succeeixen en menys de dos anys al capdavant del govern rus.

#### Dimissió

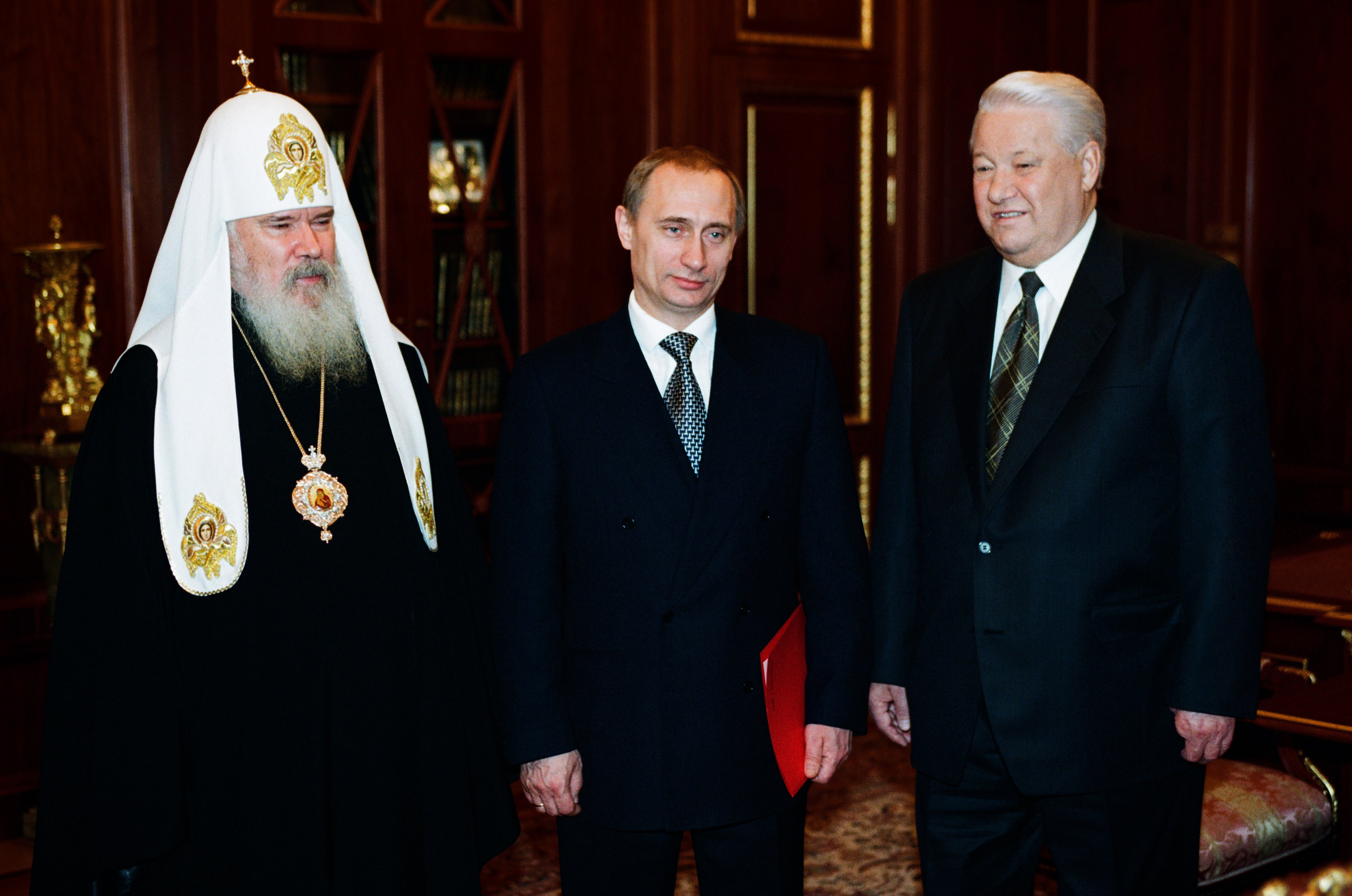
Eltsin amb el patriarca Alexi II de Moscou i el primer ministre Vladimir Putin.

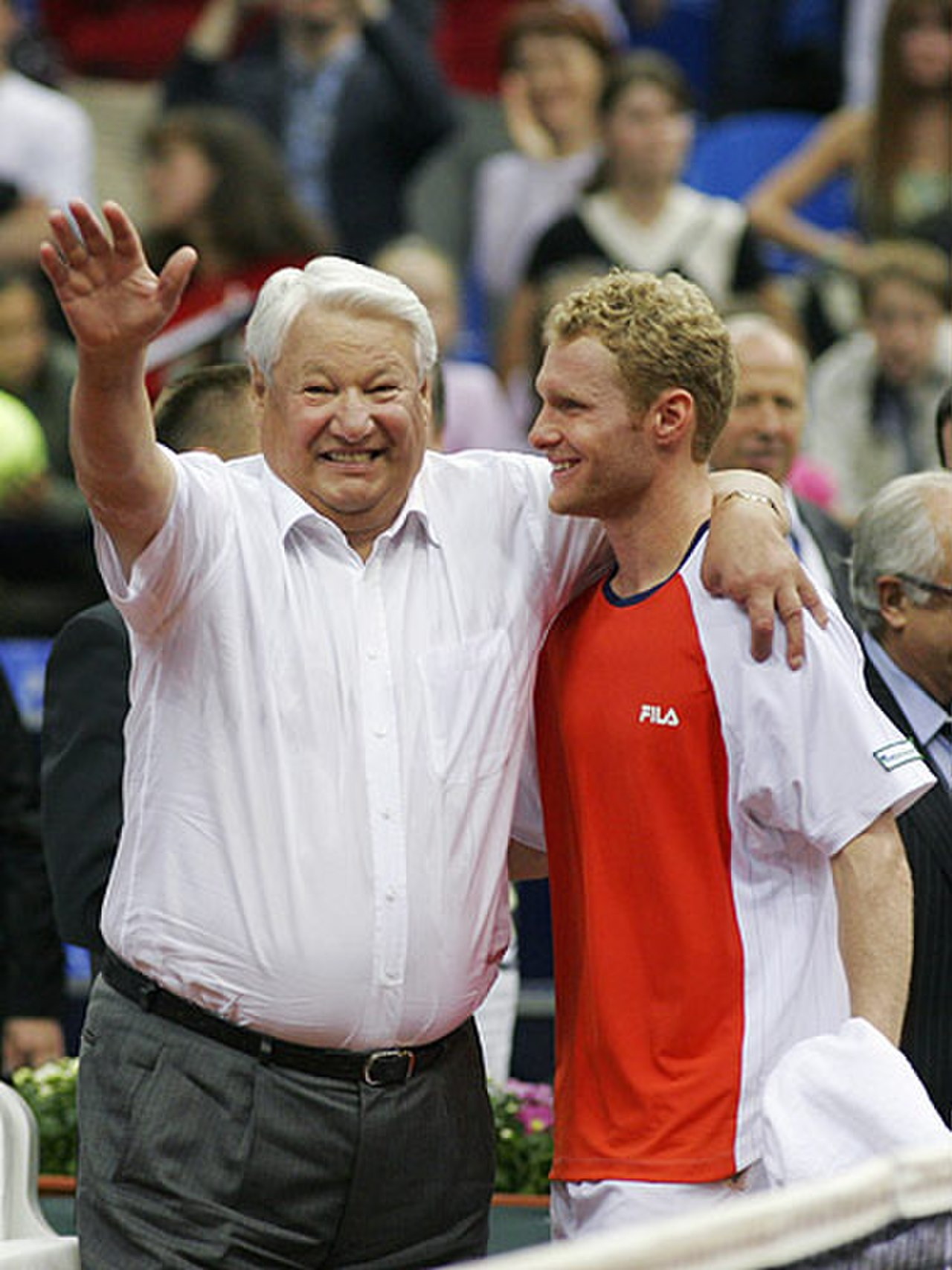
Boris Ieltsin i el tennista Dmitri Toursunov, el setembre 2006.

Boris leltsin va romandre president de Rússia fins al 31 de desembre de 1999, quan va dimitir per motius de salut, convençut per la seva filla i consellera Tatiana. D'acord amb la constitució, el seu successor interí és el primer ministre, Vladímir Putin. Les eleccions presidencials es van avançar el març del 2000.
A les seves Memòries, Ieltsin afirma que la seva dimissió va ser una decisió sobirana, personal, presa en el més gran secret i que va sorprendre fins i tot els més propers a ell, inclosa la seva filla. Aquesta presentació de calma és impugnada per Tania Rakhmanova, que parla de «dimissió forçada de Boris Eltsin». La pregunta estava a l'ordre del dia a la comitiva presidencial. Segons Berezovski, va ser Valentin Iumatxev, gendre de Ieltsin, qui va tenir la idea de la data de la renúncia i qui hauria persuadit Ieltsin.

### Mort i funeral
Boris Ieltsin, que es va retirar de la vida pública després de deixar la presidència, va morir el 23 d'abril del 2007 a l'Hospital Central de Moscou, als 76 anys. Fonts mèdiques indiquen que la seva mort es va deure a una aturada cardíaca.

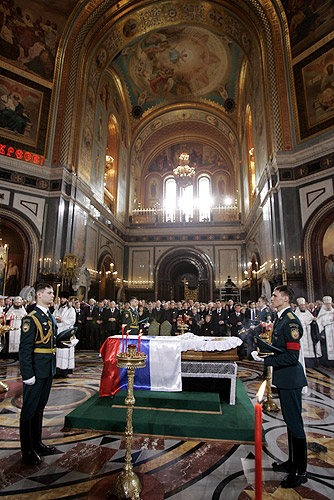
El funeral d'estat de Boris Ieltsin a la catedral de Crist Salvador a Moscou.

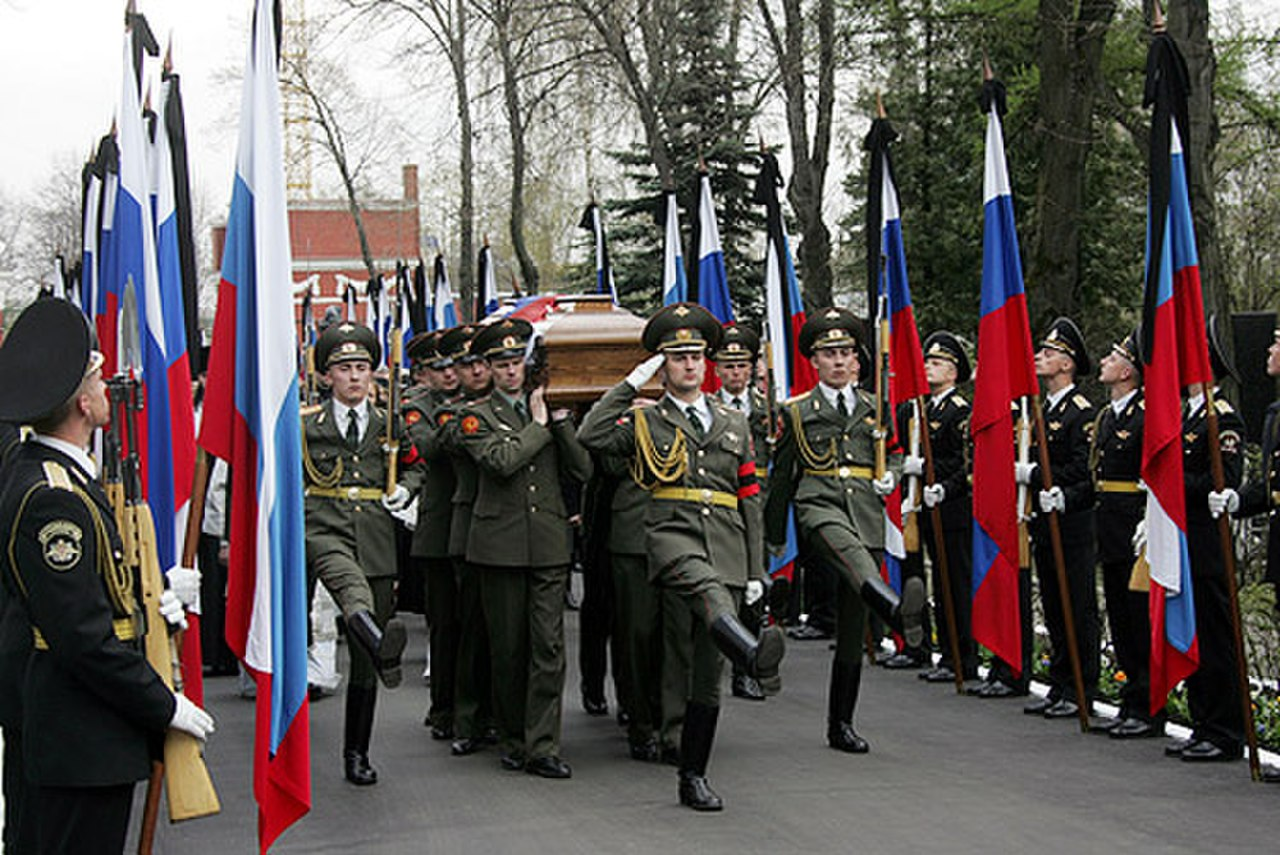
El taüt de Ieltsin portat al cementiri de Novodevitx.

El taüt de Boris Ieltsin va ser portat el 24 d'abril per una guàrdia d'honor a la catedral de Crist Salvador per ser exposat al públic fins al migdia del 25 d'abril (amb una interrupció a la nit). El 25 d'abril se celebra un homenatge solemne: l'actual president rus Vladímir Putin, l'antic primer ministre Iegor Gaidar, l'antic líder soviètic Mikhaïl Gorbatxov i personalitats internacionals, els antics presidents dels EUA George H. W. Bush i el seu successor Bill Clinton, l'expresident finlandès Mauno Koivisto, el polonès Lech Wałęsa, el president del Kazakhstan Nursultan Nazarbàiev, l'ex primer ministre britànic John Major, el primer ministre ucraïnès Víktor Ianukòvitx, el príncep Andreu de York, el ministre francès d'Afers Exteriors Philippe Douste-Blazy, la presidenta del Tribunal Constitucional espanyol María Emilia Casas, l'expresident del Consell italià Giulio Andreotti, l'ambaixador japonès Yasu Saito, el president de Bielorússia Aleksandr Lukaixenko, el president d’Armènia Robert Kotxarian, el president de Lituània Valdas Adamkus, el primer ministre del Tadjikistan Oqil Oqilov, el primer ministre de Kirguizstan Almazbek Atambàiev, l'expresident en funcions de Geòrgia Nino Burjanadze, el president federal alemany i el president federal alemany Horst Köhler i finalment, el president d’Estònia Toomas Hendrik Ilves.

La tomba de Boris Eltsin

El cos de Boris Ieltsin és després traslladat al cementiri del monestir de Novodevitchi. El 23 d'abril de 2008, aniversari de la seva mort, el president del govern, Vladimir Putin, i el president de la Federació, Dmitri Medvédev van inaugurar solemnement un monument en forma de tricolor rus.

## Estat de salut
Durant la seva presidència, Boris Ieltsin va patir uns quants problemes cardíacs. Nombrosos incidents també van marcar la seva presidència, alimentant les especulacions sobre el seu estat de salut i el seu suposat alcoholisme.
El 30 de setembre de 1994, va crear un incident diplomàtic en no baixar del seu avió presidencial arribant a l'aeroport de Shannon, mentre el primer ministre irlandès, Albert Reynolds, l'esperava — acompanyat d'un centenar de funcionaris locals i russos així com de la guàrdia d'honor —, que va comportar l'anul·lació de la trobada entre els dos homes. Després que els que l'envoltessin esmentessin un lleu malestar, el president rus demana disculpes al cap de govern irlandès i explica que el personal encarregat de despertar-lo no ho va fer.
Anteriorment,  refredats  i altres problemes de salut diversos quants s'han plantejat per justificar uns quants incidents.
En aquest context, els comentaris sobre qui dirigeix realment Rússia durant els moments de debilitat del cap d'estat es multipliquen a la premsa russa i estrangera.